# 和久山志恵里
和久山 志恵里（わくやま しえり、1982年7月9日 - ）は、日本の元女子バレーボール選手。

## 来歴
東京都板橋区出身。小学校1年生よりバレーボールを始める。成徳学園高校（現・下北沢成徳高校）、イトーヨーカドーを経て武富士バンブーに入団した。
2008年7月、同社勇退が発表された。

## 所属チーム
- 前野小（前野ビクトリー）
- 上板橋三中
- 成徳学園高等学校（現・下北沢成徳高等学校）
- イトーヨーカドー（2001年）
- 武富士バンブー（2001-2008年）